# Невкля (Городнянский район)
Невкля (укр. Невкля) — село,
Моложавский сельский совет,
Городнянский район,
Черниговская область,
Украина.
Код КОАТУУ — 7421486407. Население по переписи 2001 года составляло 337 человек .

## Географическое положение
Село Невкля находится на берегу ручья Невклянский,
на расстоянии в 0,5 км от посёлка Лозовое.
Село окружено большим лесным массивом.